# ميريام مكيني
ميريام مكيني (بالإنجليزية: Miriam McKinnie)‏ (و. 1906 – 1987 م) هي رسامة من الولايات المتحدة الأمريكية . ولدت في إيفانستون ، إلينوي .
توفيت في بريفيل .